# Hans-Litten-Preis
Der Hans-Litten-Preis ist eine von der Vereinigung Demokratischer Juristinnen und Juristen e.V. (VDJ) seit 1988 an Juristinnen und Juristen verliehene Auszeichnung, die demokratisches und rechtspolitisches Engagement bewiesen haben. Gelegentlich wird er auch für das Lebenswerk verliehen.
Benannt ist die Ehrung nach Hans Litten, dem  Rechtsanwalt und Strafverteidiger der Weimarer Republik, der insbesondere als Gegner des NS-Regimes und Anwalt der Arbeiterbewegung bekannt wurde. Litten wurde 1933 von den Nazis in „Schutzhaft“ genommen und starb nach fünf Jahre dauernder Inhaftierung in verschiedenen Zuchthäusern und KZs 1938 im Alter von 34 Jahren im KZ Dachau.

## Preisträger
Der Preis wurde bislang 19 Mal, zuletzt 2024, wie folgt vergeben:
| Jahr | Preisträger                              |
| ---- | ---------------------------------------- |
| 1988 | Barbara Hüsing                           |
| 1988 | Felicia Langer                           |
| 1994 | Helmut Kramer                            |
| 1996 | Barbara Degen                            |
| 1998 | Hermann Klenner                          |
| 1998 | Erwin Siemantel                          |
| 2000 | Regina Kaltheneger                       |
| 2000 | Eren Keskin                              |
| 2004 | Lea Tsemel                               |
| 2004 | Mohammad Na'amneh                        |
| 2006 | Michael Ratner                           |
| 2008 | Heinrich Hannover                        |
| 2010 | Tirza Flores Lanza                       |
| 2012 | Gareth Peirce                            |
| 2014 | Selçuk Kozağaçlı                         |
| 2016 | Miriam Saage-Maaß                        |
| 2016 | Wolfgang Kaleck                          |
| 2018 | Anwaltlicher Notdienst zum G20           |
| 2020 | Rolf Gössner                             |
| 2022 | Simonetta Crisci                         |
| 2024 | Redaktionskollektiv Leitfaden SGB II/XII |